# Liste der Baudenkmale in Wilstedt
In der Liste der Baudenkmale in Wilstedt sind alle Baudenkmale der niedersächsischen Gemeinde Wilstedt aufgelistet. Die Quelle der Baudenkmale ist der Denkmalatlas Niedersachsen. Der Stand der Liste ist der 28. November 2021.

## Allgemein
In den Spalten befinden sich folgende Informationen:
- Lage: die Adresse des Baudenkmales und die geographischen Koordinaten. Kartenansicht, um Koordinaten zu setzen. In der Kartenansicht sind Baudenkmale ohne Koordinaten mit einem roten Marker dargestellt und können in der Karte gesetzt werden. Baudenkmale ohne Bild sind mit einem blauen Marker gekennzeichnet, Baudenkmale mit Bild mit einem grünen Marker.
- Bezeichnung: Bezeichnung des Baudenkmales
- Beschreibung: die Beschreibung des Baudenkmales. Unter § 3 Abs. 2 NDSchG werden Einzeldenkmale und unter § 3 Abs. 3 NDSchG Gruppen baulicher Anlagen und deren Bestandteile ausgewiesen.
- ID: die Objekt-ID des Baudenkmales
- Bild: ein Bild des Baudenkmales, ggf. zusätzlich mit einem Link zu weiteren Fotos des Baudenkmals im Medienarchiv Wikimedia Commons. Wenn man auf das Kamerasymbol klickt, können Fotos zu Baudenkmalen aus dieser Liste hochgeladen werden:

## Wilstedt

### Gruppe: Kirchhof Wilstedt
Die Gruppe „Kirchhof Wilstedt“ hat die ID 31019667.

| Lage                                  | Bezeichnung | Beschreibung | ID       | Bild           |
| ------------------------------------- | ----------- | --- | -------- | -------------- |
| Am Brink 3 53° 11′ 43″ N, 9° 5′ 30″ O | Kirche      | St.-Petri-Kirche von 1722, Saal- und Backsteinkirche mit Satteldach, polygonalen Chor von Anthon Dreyer, älterer Westturm in Feld- und Backsteinen; Innen: Altar und Taufbecken 17. Jahrhundert, Nordportal wurde durch den Steinhauermeister Mathies Bödecker aus Sandstein mit Akanthusblättern geschaffen | 31033243 | Weitere Bilder |
| Am Brink 3 53° 11′ 42″ N, 9° 5′ 30″ O | Kirchhof    | Der unregelmäßige Kirchhof birgt zahlreiche Gräber aus dem 18. und 19. Jahrhundert und wird von einer Backsteinmauer eingefasst. | 31033265 | BW             |

### Einzelbaudenkmale
| Lage                                        | Bezeichnung              | Beschreibung | ID       | Bild |
| ------------------------------------------- | ------------------------ | --- | -------- | ---- |
| Bahnhofstraße 10 53° 11′ 42″ N, 9° 5′ 16″ O | Wohn-/Wirtschaftsgebäude | Zweiständer-Hallenhaus im Kern von um 1770 in Fachwerk mit reetgedeckten Krüppelwalmdach und Niedersachsengiebel; 1818 erneuert | 31033287 | BW   |
| Hauptstraße 3 53° 11′ 47″ N, 9° 5′ 22″ O    | Wohn-/Wirtschaftsgebäude | Hallenhaus von 1877 in Backstein mit ziegelgedecktem Satteldach                                                                 | 31033311 | BW   |
| Hauptstraße 19 53° 11′ 45″ N, 9° 5′ 32″ O   | Scheune                  | 1799 wurde die Fachwerkscheune mit zwei Längsdurchfahrten auf einem Feldsteinsockel und unter einem Halbwalmdach errichtet.     | 31033335 | BW   |
| Konterschaft 11 53° 11′ 44″ N, 9° 5′ 22″ O  | Wohn-/Wirtschaftsgebäude | Zweiständer-Hallenhaus von 1832 in regelmäßigem Fachwerk, mit reetgedecktem Krüppelwalmdach                                     | 31033359 | BW   |